# Glennartz
Glennartz är ett liveband från Onsala söder om Göteborg som bilades i mitten av 2006. I november 2008 medverkade bandet i SVT:s Dansbandskampen. I juli 2012 medverkade bandet även i På väg till Malung, som sändes i april 2013. Våren 2014 kom låten Faller med i Svensktoppen nästa där bandet var med och tävlade.

## Medlemmar

### Gitarr och sång
- Axel Agerström (2007–2015) (född 22 december 1990)
- Christian Svenonius (2015– ) (född 23 augusti 1972)

### Trummor
- Christopher Janebrink (2007– ) (född 8 december 1990) Son till Dennis Janebrink i Flamingokvintetten och bror till Casper Janebrink i Arvingarna.

### Piano, gitarr och sång
- Jesper Nilsson (2007– )  (född 27 januari 1990)

### Sång
- Markus Lindqvist (Bas) (2007–2010, 2014 – ) (född 5 januari 1989)
- Robin Nilsson (Bas) (2010–2013)
- Lukas Löfgren (2013–2014)

### Bas
- Martin Schalburg (2013–2015)
- Simon Höckert (2015–) (född 27 juni 1992)

## Singlar
- Generationen efter (2008)
- Gå på eld (2010)
- Vi ska ut ikväll (2012)
- Faller (2014)

### Fotnoter
1. ↑  ”Glennartz”. Familjen Ihregren. Arkiverad från originalet den 25 augusti 2010. https://web.archive.org/web/20100825001639/http://www.ihregren.se/musik/Dansband/glennartz.html. Läst 13 mars 2006.
2. ↑  ”En ny generation av arvingar” (på svenska). Expressen. 6 november 2008. https://www.expressen.se/gt/en-ny-generation-av-arvingar/. Läst 13 mars 2019.
3. ↑  ”Dansbandskampen”. Svensk mediedatabas. 8 november 2008. https://smdb.kb.se/catalog/id/002417611. Läst 13 mars 2019.
4. ↑  ”SVT1 2013-04-21”. Svensk mediedatabas. 21 april 2013. https://smdb.kb.se/catalog/id/002906149. Läst 13 mars 2019.